# Hidamari Sketch
«Hidamari Sketch» (яп. ひだまりスケッチ, Хідамарі Сукеччі, укр. Сонячні ескізи) — японська манґа-йонкома, автором якої є Уме Аокі, про групу молодих дівчат, які живуть в одному гуртожитку. Манґу вперше, з квітня 2004, року почав публікувати журнал Manga Time Kirara Carat, який випускає видавництво Houbunsha. 27 травня 2008 року манґа була ліцензована компанією Yen Press під назвою Sunshine Sketch для випуску на території США.
На основі сюжету манґи студією Shaft були випущені 4 аніме-серіали, які транслювалися 2007, 2008, 2010 і 2012 роках.

## Сюжет
Сюжет розгортається навколо молодої дівчини на ім'я Юно, яка надходить у старшу школу образотворчих мистецтв «Ямабукі». Героїня переїжджає у невеличкий житловий будинок — так звані «апартаменти Хідамарі», — розташований через дорогу від школи. Юно швидко зближується зі своїми новими сусідками і однокласницями. Протягом аніме-серіалу сюжет показує події повсякденного життя героїв, їх навчання в школі. У міру розвитку сюжету головні герої переходять до старших класів.

## Список персонажів
Юно (яп. ゆの)
Сейю: Кана Асумі: Головна героїня історії. Міяко іноді називає її «Юно-ччі». Найнижча з усіх головних героїв, з цієї причини протягом усієї історії її зростання стає приводом для жартів з боку друзів і знайомих. Юно живе в апартаментах Хідамарі разом зі своїми подружками Міяко, Хіро та Сае. Дуже добре малює і мріє одного дня стати відомою художницею.
Міяко (яп. 宮子)
Сейю: Каорі Мідзухаші: Подружка Юно, та ж називає її Мія-чян, однокласниця і сусідка по будинку, де вони живуть. Її волосся ненадовго стають дуже красивими, після того, як вона миє їх. Її старший брат — садівник, стригучий також час від часу і Міяко. Весела дівчина, яка любить проводити час з подругами, дещо інфантильна, проте відмінниця у навчанні. Також любить добре поїсти. Міяко платить за оренду квартири на 5000 єн менше, бо стан її квартири гірший, ніж у інших, але втім у Міяко майже завжди бракує грошей.
Хіро (яп. ヒロ)
Сейю: Юко Ґото: Подружка і сусідка Юно. На рік старша Юно і Міяко. Живе в квартирі поверхом нижче квартири Юно. Дуже турбується за свою вагу і постійно сидить на дієті, але часто, не витримавши, витрачає всі гроші на солодощі. Відмінно готує і часто пригощає інших дівчат своїм обідом.
Сае (яп. 沙英)
Сейю: Ріоко Шінтані: Старшокласниця і хороша подруга Хіро. В аніме у неї є молодша сестра Чіка. Спеціалізується на фотографії і літературі. Пише фантастичні романи під псевдонімом «Тачібана Ая». Спеціально вступила до художньої школи, щоб навчитися ілюструвати свої роботи. Часто попереджає Юно про прийдешні проблеми, з якими стикаються молоді дівчата. Також любить грати у детектива і дуже любить досліджувати квартиру Міяко. Соромиться розповідати про особисте життя і боїться своїх почуттів до близьких людей.
Надзуна (яп. なずな)
Сейю: Чіакі Оміґава: Новачок, з'являється в третьому сезоні аніме, живе в квартирі номер 203. У неї довге світле волосся, заплетене в коси. Вона дуже тиха, стримана і страждає комплексом неповноцінності. Навчається на загальному відділенні (без художньої спеціалізації), але цікавиться мистецтвом.
Норі (яп. 乃莉)
Сейю: Хітомі Норі: Однолітка Надзуні, живе в квартирі 103. У неї синє волосся з кісками. Навчається на художньому відділенні і любить малювати в комп'ютері. Так працює переважно над HTML и Adobe Flash. Честная и прямая. Розмовляє кансайським діалектом. Коли Надзуна «губиться», то у Норі, як правило, починаються емоційні спалахи.
Йошіноя-сенсей (яп. 吉野屋)
Сейю: Мію Мацукі: Класний керівник класу, де вчиться Юно і Міяко. Обожнює косплей, через що часто носить дивні і часом недоречні речі. Також обожнює моделювати одяг і демонструвати її класу. Пізніше з'ясовується, що Йошіноя досі живе зі своїми батьками, за що піддається критиці оточення. На питання про свій вік відповідає, що їй «вічно сімнадцять». Є молодший брат, який вже одружений.
Директор (яп. 校長)
Сейю: Чіо: Літній, лисий дідусь з хиткими зубами. Часто з'являється, щоб «покарати» Йошіною за її поведінку. У третьому сезоні Міяко пародіює його голос і інтонації. Протягом всієї історії так і не було названо його справжнє ім'я. Якийсь час весь клас вважав, що його ім'я — Моаї.
Господиня (яп. 大家, Оя)
Сейю: Міюкі Савашіро: Господиня будинку, чиї квартири знімають головні герої. За манерою характеру схожа на чоловіка, носить увесь час бейсболку, багато палить і постійно зайнята якимись дрібними підробітками.
Нацуме (яп. 夏目)
Сейю: Місато Фукуен: Конкурент Сае з класу Д. Пізніше вона розвиває дружні почуття з Сае, зберігаючи при цьому антагоністичну роль. У бонусній главі манґи показується, що при прибутті до школи, Нацуме стикається з багатьма проблемами, але Сае їй допомагає. Відтоді вона прагне поговорити з Сае, діючи часом недбало.
Кувабара-сенсей (яп. 桑原)
Сейю: Наоко Судзукі: Шкільна медсестра, виступає практично завжди як комічний персонаж.
Чіка (яп. 智花)
Сейю: Ріе Куґімія: Молодша сестра САЕ, їй 13 років (на початку сюжету). Енергічніша і спонтанніша, ніж її сестра. Любить готувати і захоплюється театром кабукі. Не має художнього таланту і тому робить ухил на музику і домоведення.
Арісава (яп. 有沢)
Сейю: Май Накахара: Старшокласниця, на 2 роки старша від Юно, після того, як зустрічається з нею, стає новою подругою.

## Аніме
На основі сюжету манґи студією Shaft було випущено аніме-серіал, який транслювався з 11 січня по 29 березня 2007 року. 18 жовтня 2007 року також ще транслювалися 2 додаткові серії. Другий сезон під назвою Hidamari Sketch × 365 транслювався в Японії з 3 липня по 25 вересня 2008 року. Також у березні 2009 року була випущена OVA серія. У жовтні транслювалися дві додаткові серії до аніме. Третій сезон під назвою
Hidamari Sketch × Hoshimittsu транслювався з 8 січня по 26 березня 2010 року. Також у жовтні 2010 року транслювалися дві додаткові серії до третього сезону.. 29 жовтня і 5 листопада транслювалися також ще 2 додаткові серії під назвою Hidamari Sketch × SP Четвертий сезон під назвою Hidamari Sketch x Honeycomb транслювався з травня по грудень 2012 року. Серіал транслювався одночасно телеканалами The Anime Network і Anime on Demand на території США і Великої Британії.
Перший, другий, третій і четвертий сезони аніме-серіалу були ліцензовані компанією Sentai Filmworks для показу на території США.

## Роман
2 роману, автором яких є Чябо Хідураші, а ілюстратором Уме Аокі (автор оригінальної йонкоми), вперше почали випускатися видавництвом Houbunsha. Перший том було випущено 31 березня 2007 року під назвою
Hidamari Sketch Novel: Yōkoso Hidamari-sō e (яп. ひだまりスケッチノベル ようこそひだまり荘へ), а другий — 30 вересня 2007 року під назвою Hidamari Sketch Novel: Hidamari School Life (яп. ひだまりスケッチノベル ひだまりSchool Life). Романи не є прямим продовженням йонкоми та їх сюжет сильно відрізняється.

## Відеогра
Відеогру для Nintendo DS під назвою Hidamari Sketch Dokodemo Sugoroku × 365 (яп. ひだまりスケッチ どこでもすごろく×365) було випущено 12 лютого 2009 року. Ігровий процес гри збудовано на принципі настільної гри (суґороку), кожна клітина це місяць навчального року. Залежно від того, куди потрапляє гравець, йому належить виконувати певні завдання, проходити діалоги, від незначних до серйозних подій, які відбувалися в аніме. При виконанні завдань, гравець отримує очки, які нараховуються протягом усього навчального року. Очки можна використовувати, щоб розблокувати додаткові можливості в меню.